# Großsteingrab Dargun
Das Großsteingrab Dargun ist eine megalithische Grabanlage der jungsteinzeitlichen Trichterbecherkultur bei Dargun im Landkreis Mecklenburgische Seenplatte (Mecklenburg-Vorpommern).

## Lage
Das Grab befindet sich nördlich von Dargun, etwa 300 m westlich der Straße K11, kurz vor dem Abzweig nach Barlin auf einem Feld.

## Beschreibung
Die Anlage ist sehr schlecht erhalten und wurde bereits Ende des 19. Jahrhunderts als gestört bezeichnet. Es sind lediglich zwei größere und einige kleinere Steine zu erkennen, die sich nicht mehr an ihrem originalen Standort befinden. Eine Rekonstruktion des ursprünglichen Aussehens des Grabes ist daher nicht möglich.
Von hier stammt möglicherweise eine menschliche Schädeldecke, die „in dem sandigen Boden eines ehemaligen Hünengrabes bei der Neubaute zu Dargun“ gefunden und 1975 dem Verein für mecklenburgische Geschichte und Alterthumskunde zu Schwerin übereignet wurde.